# Moncey
Moncey és un municipi francès situat al departament del Doubs i a la regió de Borgonya - Franc Comtat. L'any 2007 tenia 469 habitants.

## Demografia

### Població
El 2007 la població de fet de Moncey era de 469 persones. Hi havia 193 famílies de les quals 58 eren unipersonals (27 homes vivint sols i 31 dones vivint soles), 46 parelles sense fills, 81 parelles amb fills i 8 famílies monoparentals amb fills.
La població ha evolucionat segons el següent gràfic:
Habitants censats

### Habitatges
El 2007 hi havia 212 habitatges, 192 eren l'habitatge principal de la família, 4 eren segones residències i 16 estaven desocupats. 175 eren cases i 32 eren apartaments. Dels 192 habitatges principals, 154 estaven ocupats pels seus propietaris, 31 estaven llogats i ocupats pels llogaters i 8 estaven cedits a títol gratuït; 5 tenien una cambra, 11 en tenien dues, 26 en tenien tres, 47 en tenien quatre i 104 en tenien cinc o més. 157 habitatges disposaven pel capbaix d'una plaça de pàrquing. A 83 habitatges hi havia un automòbil i a 95 n'hi havia dos o més.

### Piràmide de població
La piràmide de població per edats i sexe el 2009 era:
| Homes | Edats   | Dones |
| ----- | ------- | ----- |
| 0     | 95 o +  | 0     |
| 0     | 90 a 94 | 0     |
| 0     | 85 a 89 | 8     |
| 0     | 80 a 84 | 0     |
| 0     | 75 a 79 | 4     |
| 16    | 70 a 74 | 12    |
| 4     | 65 a 69 | 0     |
| 4     | 60 a 64 | 0     |
| 8     | 55 a 59 | 8     |
| 24    | 50 a 54 | 12    |
| 24    | 45 a 49 | 24    |
| 20    | 40 a 44 | 20    |
| 16    | 35 a 39 | 12    |
| 16    | 30 a 34 | 28    |
| 12    | 25 a 29 | 4     |
| 8     | 20 a 24 | 4     |
| 24    | 15 a 19 | 24    |
| 28    | 10 a 14 | 12    |
| 8     | 5 a 9   | 28    |
| 8     | 0 a 4   | 8     |

## Economia
El 2007 la població en edat de treballar era de 308 persones, 254 eren actives i 54 eren inactives. De les 254 persones actives 233 estaven ocupades (119 homes i 114 dones) i 20 estaven aturades (15 homes i 5 dones). De les 54 persones inactives 25 estaven jubilades, 12 estaven estudiant i 17 estaven classificades com a «altres inactius».

### Ingressos
El 2009 a Moncey hi havia 191 unitats fiscals que integraven 506 persones, la mediana anual d'ingressos fiscals per persona era de 18.333,5 €.

### Activitats econòmiques
Dels 12 establiments que hi havia el 2007, 1 era d'una empresa de fabricació d'altres productes industrials, 5 d'empreses de comerç i reparació d'automòbils, 2 d'empreses d'hostatgeria i restauració, 2 d'empreses de serveis i 2 d'empreses classificades com a «altres activitats de serveis».
L'únic establiment comercial que hi havia el 2009 era una botiga de menys de 120 m².
L'any 2000 a Moncey hi havia 3 explotacions agrícoles.

## Equipaments sanitaris i escolars
El 2009 hi havia una escola elemental.

## Poblacions més properes
El següent diagrama mostra les poblacions més properes.